# Jacques Le Goff
Jacques Le Goff (Toulon, 1924. január 1. – Párizs, 2014. április 1.) az Annales-iskola 3. generációjához tartozó francia középkortörténész. A magyar olvasóközönség előtt hosszú ideig legismertebb műve Az értelmiség a középkorban volt. A rózsa neve című film szakértője volt.

## Élete
Apja Jean Le Goff, angoltanár, republikánus beállítottságú volt, ezzel szemben édesanyja hívő katolikus volt. Jacques Le Goff saját 
bevallása szerint apja viselkedése megértésének kutatása terelte a történelemtudomány felé: arra lett kíváncsi, hogyan lehet egy társadalmat modellezni egyes mentalitások és magatartások megértésén keresztül. Szüleinek eltérő neveltetése lehetővé tette, hogy sajátos lelkiismereti szabadságot alakítson ki a katolicizmussal és a laicizmussal szemben. Politikai nézeteire is egyfajta függetlenség volt jellemző: nem volt hajlandó Pétain marsall előtt felvonulni, aminek következtében az egyetemre előkészítő középiskolai év (franciául hypokhâgne) idejére sehol nem kaphatott szállást a Vichy-kormány alatt álló Marseille-ben. A Vichy-rezsim által előírt kötelező munkaszolgálat (service du travail obligatoire (STO)) elől csatlakozott a francia vidéki ellenállási mozgalomhoz, a maquis-hoz. A középkor felé Walter Scott Ivanhoe című regénye fordította. A háború alatt a Sorbonne-on kezdett filológiai tanulmányokat, de két hét után otthagyta az egyetemet és a történettudománnyal kezdett el foglalkozni.
1945-ben a francia külügyből arra biztatták, hogy foglalkozzon csehszlovák történelemmel. Megtanult csehül, és feldolgozta a prágai Károly Egyetem 14. századi történetét. 1946-ban elhatározta, hogy 1947-1948-ban a Prágai Károly Egyetemen fog tanulni, emiatt látta ahogy 1948 februárjában a kommunisták átveszik a hatalmat (prágai puccs).
A háború előtt rokonszenvezett a Népfronttal, majd a háború után támogatta az MRP-t, amellyel azonban rövidesen szakított. Nem szimpatizált a kommunistákkal, jórészt a prágai puccs miatt, de 1958-62 között támogatta a Francia Szocialista Pártot (SFIO). Vonzotta a marxizmus, melyet úgy fogott fel, mely szellemi nyitottságot követel meg – ezért a történettudomány mellett egyéb tudományokkal is foglalkozott, például antropológiával.
1950-ben tanári képesítővizsgát tett (aggrégation). A vizsgabizottság tagjai Fernand Braudel és Maurice Lombard voltak. Ezt követően az École française de Rome tagja lett. Először az amiens-i középiskolában kezdett el tanítani, de hamarosan rájött, hogy inkább a kutatás érdekli. Ezt követően egy évet tanult Oxfordban, majd egy évet a CNRS-ben dolgozott. Ezután a Lille-i Egyetemen lett tanársegéd. Itt kezdte el írni doktori disszertációját arról, hogyan fogták fel a munkát a középkorban.
1960-tól az École pratique des hautes études-ben dolgozott, ahol az értelmiség középkori történetével foglalkozott. Még ugyanabban az 
évben Braudel munkatársa lett. Ez lehetővé tette számára, hogy sokat utazzon, és külföldi kutatókkal találkozzon. Egyik külföldi útján 
ismerte meg feleségét, akivel 1962-ben Varsóban kötött házasságot.
1969-ben az Annales szerkesztője lett 1969, Emmanuel le Roy Ladurie és Marc Ferro társaságában. 1972-ben az École pratique des 
hautes études VIe szekciójának vezetője lett, melyet 1975-ben független intézetté alakított, mely a középkori Nyugat antropológiájával 
foglalkozott. Ezzel egyidejűleg figyelme a politika- és intézménytörténet, illetve az intézmények működése és szerepük felé fordult.

## Történelemfelfogása
Kutatásainak középpontjában a mentalitások változása áll.
A mentalitástörténet „a mindennapi, a gépiesen beidegződött cselekedetekről ad képet, azt kutatja, ami személytelen az egyén tudatában, ami közös Caesar és a legutolsó légionárius, Szent Lajos és a legszegényebb paraszt, Kolumbusz Kristóf és akármelyik matróza gondolkodásában”
"Le Goff a középkorban nem egy „felülről meghatározott", hanem egy kétpólusú kultúrális szerkezet hipotézisét állította fel, amelyben az egyházi kultúra és a népi – de a világi arisztokrácia egy része által is befogadott – folklorisztikus kultúra konfliktusos szembenállása, valamint egymásra gyakorolt kölcsönhatása a központi kérdés. Le Goff fogalmazta meg elsőként azt a művelődéstörténeti célkitűzést, hogy a kora-középkortól egész a tradicionális foklorisztikus kultúra jelenkori eltűntéig a kronológiai pontosság igényével végig kellene követni, hogyan alakul e két különböző természetű kultúra – melyeket hosszú ideig az írásbeliség illetve szóbeliség, valamint a latin illetve anyanyelvűség is elválaszt egymástól – váltakozó formájú kapcsolata. Rész-tanulmányaiban maga is megvilágított egy-két mozzanatot az érintkezések és az ütközések történetéből."
A középkori értelmiségről szóló művében kifejtett felfogása szerint a hivatásos értelmiségi (aki nem tölt be közfunkciót, hanem csak az írásnak és a tanításnak él), csak a XII. században jelent meg. Az ún. Karoling-reneszánsz Le Goff véleménye szerint nem felel meg a reneszánsz fogalmával kapcsolatos elvárásnak: a könyvek elsősorban luxuscikkeknek számították, a könyvmásolás elődlegesen vezeklés, és nem ismeretátadás, a kolostori külső iskolákat bezárták, a kulturális megújhodás csak a szűk elitre terjedt ki, 'A XII. században viszont egy valódi reneszánsz bontakozott ki. A XII. századi értelmiségi önmagát "moderni"-nek, azaz modernnek nevezi, aki túl akar lépni az elődök tevékenységén, nem csak szolgaian utánozni őket. A XII. századi reneszánsz egyik forrása a görög-arab örökség felfedezése: ez egyrészt az arabra fordított görög szerzők műveit, másfelől az arab tudósok munkáit jelenti. A görög-arab tudományos művek a szicíliai normann királyságban, és a hispániai keresztény királyságokban tanult fordítók segítségével váltak ismertté Európában. A legelismertebb fordítói iskolát Petrus Venerabilis cluny-i apát tartotta fenn, aki lefordíttatta a Koránt is. A görög-arab hatást feldolgozó kulturális, sokszor egyetemi központok elsősorban Párizs, Chartres, Laon, Reims és Orléans. A városi központok fejlődésével egyidejűleg erősödött a keresztény misztika, mely a szerzetesek elől elzárta a városi tanulás és tanítás lehetőségét, bűnös Babilonnak tartva a városokat -ezzel viszont megnyílt az út a laikus városi értelmiség kialakulása és érvényesülése előtt. E városi értelmiségi egyik alaptípusát a goliard-ok, vagy vágánsköltők képviselik. A világi értelmiség első megtestesítőjének Pierre Abélard -t tartja: olyan személynek, aki saját képességeiben bízva tovább akar lépni az elődök művein.
A XIII. század új fejleménye az egyetemek megjelenése, illetve megerősödése. Le Goff hangsúlyozza, hogy az egyetemek egy többtényezős erőtérben kellett, hogy működjenek: egyrészt a királyi hatalom, másrészt az egyetem felett hatalmat gyakorló püspöki székek, harmadrészt pedig a városi önkormányzatok (Commune) egyaránt beleszólást akartak az egyetemi élet szabályozásába. Az egyetemek végül az őket kontrollálni, és a világi hatalom ellen kijátszani szándékozó pápaság segítségével, valamint az előbbi három aktor egymás elleni kijátszásával autonómiára tettek szert. Az autonómiájuk ellenére maguk az egyetemek sem voltak mentesek a belső feszültségektől, melyek közül a leghevesebb az egyetemen tanító koldulórendi tanárok és a világi (tehát nem szerzetes) klerikus professzorok közötti nézetkülönbség volt. A XII. századi reneszánsz kifulladását végül az okozta, hogy az egyetemi autonómia, illetve a professzorok által kiharcolt kiváltságok hasonultak a nemesi kiváltságokhoz, és kvázi rendi előjogokká váltak: a professzorok örökletes birtokokat kaptak, katonai kíséretet tarthattak. Ezzel párhuzamosan megmerevedett az egyetemi oktatás alapjául szolgáló módszer, a skolasztika.
Híres nézete szerint a Purgatórium fogalma a 12-13. század folyamán alakult ki. Ekkor jutott el ugyanis a teológia a bocsánatos bűn fogalmának megalkotásához, melyet a Földön vezekléssel, a túlvilágon pedig egy határozott ideig tartó szenvedéssel jóvá lehet tenni.Ezzel az ember új lehetőséget kapott a bűnöktől való megszabadulásra. Az emberek érdeklődésében emiatt egyre nagyobb hangsúlyt kapott az egyéni lelkiismeret-vizsgálat, az egyénnek a saját üdvösségéért való felelőssége.
Haláláig az "Európa születése" című könyvsorozat szerkesztője volt, melyet öt különböző nyelvű és nemzetiségű kiadó – a müncheni C. H. Beck, az oxfordi Basil Blackwell, a barcelonai Critica, a római Laterza és a párizsi Séuil – kezdeményezésére indítottak.
Igyekszem érvelni ezeknek az évszázadoknak (a IV-XV. századnak) az alapvető jelentősége mellett, és amellett, hogy a középkori örökség a ma és a holnap Európájának legfontosabb hagyománya. A középkor napvilágra hozta és sok esetben kialakította Európa tényleges, illetve problematikus jellemzőit: az egység lehetőségének összefonódását az alapvető sokféleséggel, a népességkeveredést, a nyugati és a keleti, az északi és a déli régiók közötti megosztottságokat és ellentéteket, a keleti határ képlékeny voltát, a kultúra egységesítő erejét....A középkori gondolkodásmód , a rendkívül élénk képzeletvilág kialakulása a realitásként és eszmeként tekintett Európa születésének egyik alapvető jegye.

## Magyar vonatkozások
Le Goff volt a levezető elnöke annak az 1992 novemberében a Párizsi Magyar Intézetben rendezett történészvitának, melyen a háromkötetes, Köpeczi Béla által szerkesztett "Erdély története" című könyv kapcsán román és magyar történészek ütköztették nézeteiket.
Az utóbbi évtizedekben a magyar Atlantisz Könyvkiadóval tartott fönn kapcsolatot.

## Magyarul megjelent kötetei
- Az értelmiség a középkorban; ford., előszó Klaniczay Gábor; OM Marxizmus-Leninizmus Oktatási Főosztály, Budapest, 1976 (Szociológiai füzetek)
- Az értelmiség a középkorban; ford. Klaniczay Gábor, előszó Láng Benedek; 2. átdolg. kiad.; Osiris, Budapest, 2000 (Osiris zsebkönyvtár)
- Assisi Szent Ferenc; ford. Szilágyi András; Európa, Budapest, 2002
- Jacques Le Goff Európa történelméről mesél; átdolg. Hahner Péter; Ab Ovo, Budapest, 2003
- Európa születése a középkorban; ford. Sujtó László; Atlantisz Könyvkiadó, Budapest, 2008 (Európa születése) ISBN 9789639777033
- Középkori hősök és csodák; ford. Lőrinszky Ildikó; Európa, Budapest, 2012

## Cikkei magyarul
- Az erszény és az élet. Café Bábel, 23. szám (Pénz), 77. o. Online:http://www.cafebabel.hu/szamok/sziv/le-goff Archiválva 2016. március 4-i dátummal a Wayback Machine-ben
- Fej vagy szív? Testmetaforák politikai használata a középkorban. Café Bábel, 51. szám (Szív), 111. o. Online: http://www.cafebabel.hu/szamok/penz/le-goff Archiválva 2016. március 4-i dátummal a Wayback Machine-ben
- A mentalitástörténet problémái, Világosság, 17 (1976)
- Az egyetemek. In: Rubicon Magazin, 1997 / 7. szám, melléklet
- Történelem. Tudomány-e a történetírás? Ford. Mihancsik Zsófia. = Magyar lettre internationale. 42. 2001. 3-4. – 929/930
- Visszatérések a mai francia történetírásban. Ford. Kozma György. = Buksz. 12. 2000. 2. 192-197. – 929/930

- TÖRTÉNÉSZVITA Erdélyről – Párizsban. [Kerekasztal-beszélgetés.] Vitavezető: Jacques Le Goff. = Magyar nemzet. 55. 1992. 291. 7. – 929/930